# Mercat de productors

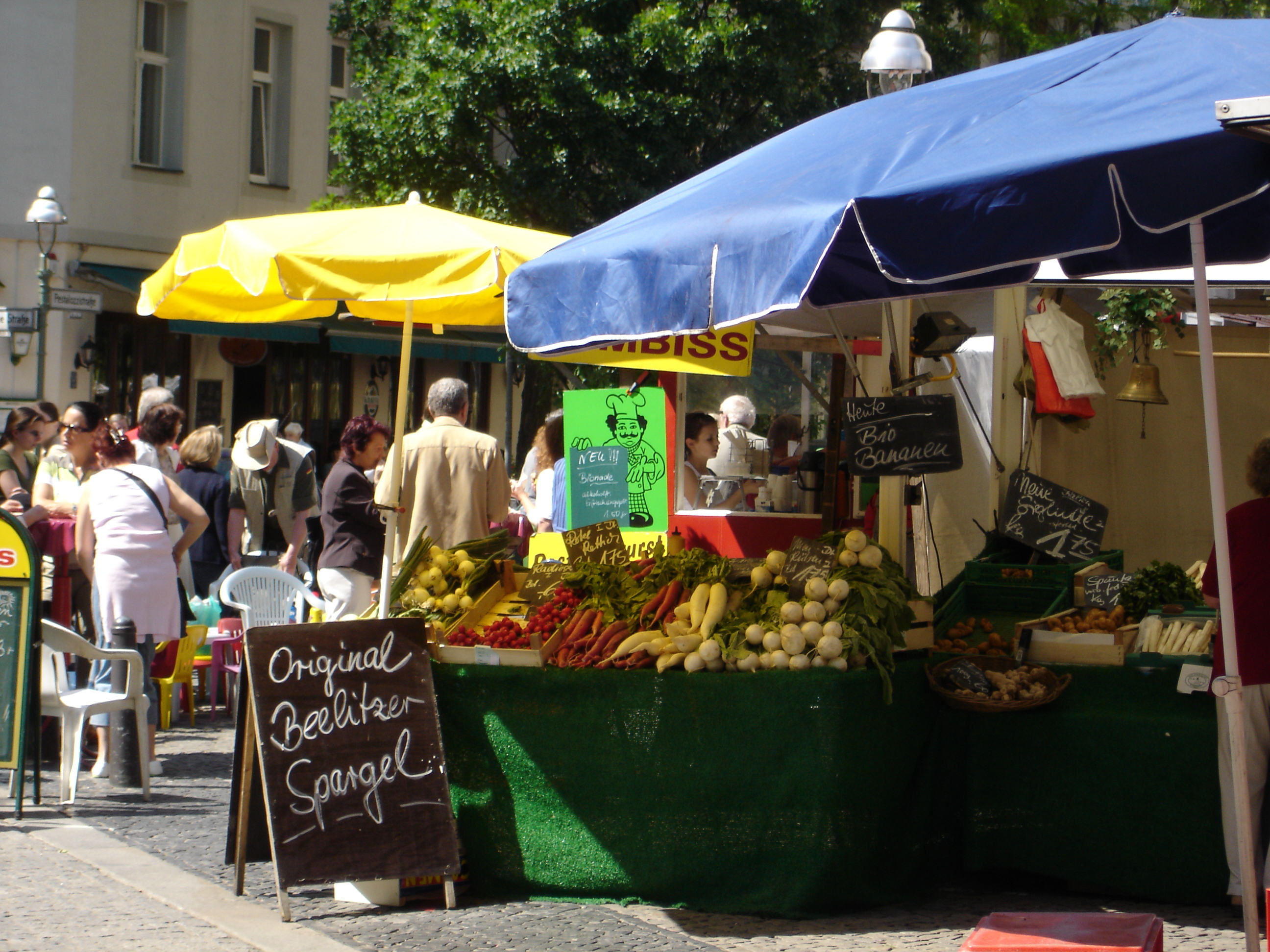
Mercat a la carretera. Berlín.

Un mercat de productors, mercat local o mercat verd (Farmers markets en anglès, en alguns llocs anomenats fires lliures), és un mercat normalment a l'aire lliure en espais públics, on els agricultors i ramaders venen directament al públic. És una part essencial, en molts casos, dels circuits de comercialització curts, la producció de varietats locals i el consum d'aliments locals, amb les seves conseqüències positives per a la sostenibilitat.
Aquests mercats es coneixen per aportar menjar local i molt fresc, ja que les seves produccions no solen passar per cambres frigorífiques, ja que es recull cada dia el que es vendrà a la jornada.

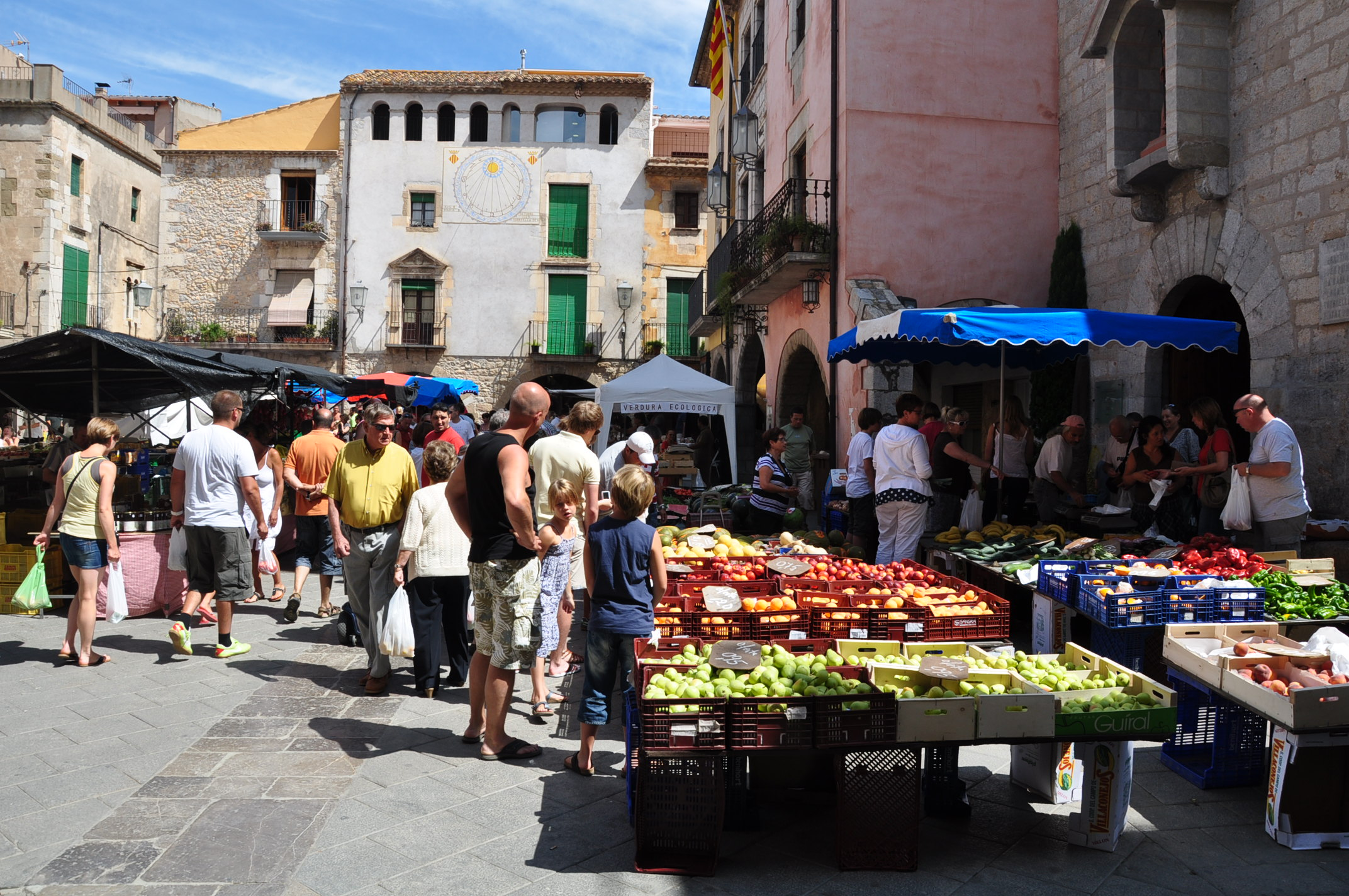
Mercat setmanal a la Plaça de la Vila de Torroella de Montgrí (Baix Empordà)

Els mercats verds, permeten als productors escollir productes del camp en el seu millor moment de sabor i qualitat, preservant el seu contingut nutricional i frescor i en no fer viatges llargs fins a la taula del consumidor, s'estalvia gran quantitat de contoaminació deguda a l'ús de combustibles fòssils.
Encara que no s'ha de confondre Producció local amb agricultura ecològica, en aquests mercats se sol produir de manera natural el gènere que es ven, reduint si més no en gran manera la industrialització de la producció agrícola. Així, és fàcil trobar carn produïda en pastures de ramaderia extensiva, formatges artesanals, ous d'espècies autòctones d'aus i formes de producció que són part del patrimoni cultural de la comunitat.

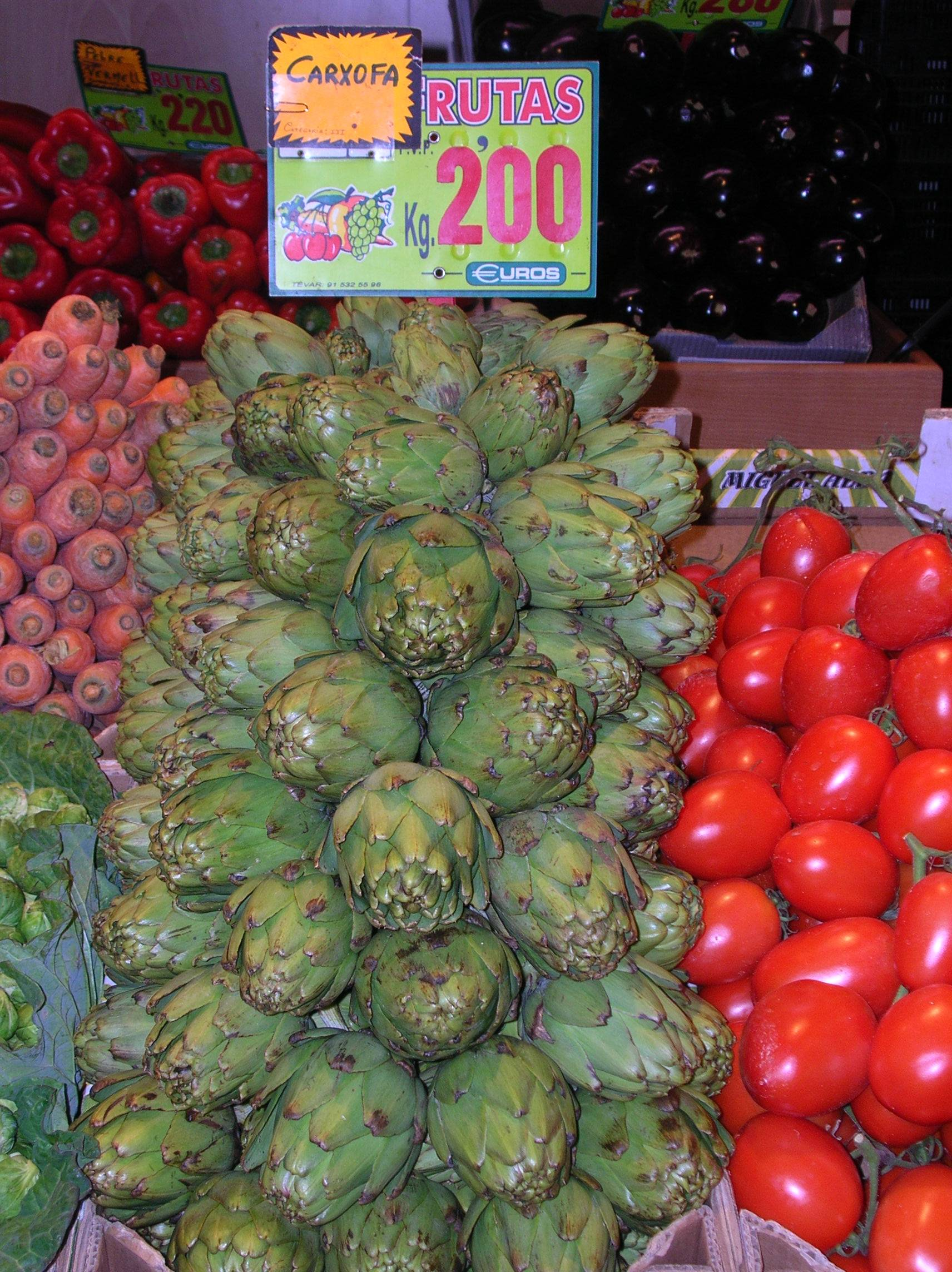
Producte fresc a un mercat municipal de Mallorca

## Economia local
Aquests mercats ajuden els productors a mantenir-se en el negoci, així com a preservar recursos naturals, ja que els preus a l'engròs que els intermediaris paguen al pagès són molt baixos, i en eliminar aquests intermediaris, tant el productor com el consumidor final es beneficien amb una millora del preu per a tots dos.

## Conseqüències sobre la societat
El fet de conservar els terrenys dedicats a agricultura/ramaderia menys industrialitzada ajuden en gran manera a conservar el sòl i evitar la contaminació de l'aigua. Segons l'American Farmland Trust, la sostenibilitat d'aquesta forma de producció repercuteix en una millora de l'hàbitat per a la vida silvestre autòctona. Més encara, els mercats verds, ajuden mantenint la cohesió social en el medi rural, evitant la despoblació i unint les poblacions rurals amb les urbanes, conceptes molt debilitats amb l'entrada de la industrialització i la producció massiva en l'agricultura.

## Cultura tradicional
Aquests mercats són la forma tradicional de venda dels productes agrícoles i manufacturats. Un mercat setmanal és una cosa extremadament comuna a la plaça de qualsevol petita localitat al llarg i ample de la terra, sense diferenciar cultures o nivells econòmics diversos. Una bona manera per a un viatger d'aprendre coses sobre cultura local és acostar-se a un d'aquests mercats, especialment quan coincideixen amb una festivitat o fira local.
A França i altres països europeus, hi ha mercats de carrer i llocs coberts on els productors poden vendre directament els seus productes. Alguns d'ells estan apareixent a internet, com el portal Your Local Farmers Arxivat 2009-08-20 a Wayback Machine.. Arreu dels Països Catalans es van implantant també aquestes formes de comercialització directa, que descansa sobre una tradició multiseclar consolidada a partir del segle xix.
Alguns d'aquests mercats inclouen una gestió del producte molt avançada pel que fa a preu, qualitat i selecció del venedor. En altres casos, aquest criteri està totalment relaxat i fins i tot els productors venen productes seus i d'altres productors que tenen relació amb ells.